# Jerome Ehlers
Jerome Francis Ehlers (Perth, 20 de dezembro de 1958 — Sydney, 9 de agosto de 2014) foi um ator e roteirista australiano.

## Biografia
Nascido em 1958 na cidade de Perth, Austrália Ocidental, Ehlers estudou Artes na Universidade da Austrália Ocidental em meados da década de 1970 e graduou-se no Instituto Nacional de Artes Dramáticas (NIDA) em 1987. Atuou no palco com as principais companhias teatrais de Sydney, incluindo a Sydney Theatre Company, Company B, Bell Shakespeare e The Ensemble e também participou de várias produções do festival Shakespeare in the Park.
Ele desenvolveu uma longa carreira no cinema e na televisão. Ganhou destaque com o telefilme The Bangkok Hilton (1989), no qual contracenou com Nicole Kidman, e, a partir de então, interpretou vários personagens que geralmente vivem em conflito com a lei. Fez parte do elenco principal das telesséries Glad Rags e Crownies, além de aparecer em episódios de A Country Practice, Time Trax, Frontier, The Starter Wife, Packed to the Rafters, Rake, entre outras produções. No cinema, participou de longas-metragens como Two Hands, Ned Kelly e The Marine. Nos últimos anos, dedicou-se à escrita e roteirizou After the Rain (2000), um filme australiano no qual também desempenhou um pequeno papel na tela. Seu último trabalho cinematográfico foi o longa Drive Hard, estrelado por John Cusack e filmado em Queensland.

### Vida pessoal e morte
Ehlers tinha quatro irmãos. Era casado com Elly Bradbury e teve dois filhos, chamados Jackson e Ethan. Ele morreu pacificamente cercado pela família em Sydney em 9 de agosto de 2014, aos 55 anos, após uma batalha de dez anos contra o câncer. Seu corpo foi cremado.

### Reconhecimento
Em 2014, Ehlers foi reconhecido como parte do Quadro de Honra na cerimônia anual do Sydney Theatre Awards, que concedeu-lhe o Prêmio Lifetime Achievement.

## Filmografia parcial

### Cinema
| Ano  | Titulo                            | Papel               | Notas                  | Ref.          |
| ---- | --------------------------------- | ------------------- | ---------------------- | ------------- |
| 1990 | Quigley Down Under                | Coogan              |                        | [ 9 ]         |
| 1990 | Weekend with Kate                 | Jon                 |                        | [ 10 ]        |
| 1991 | Deadly                            | Tony Bourke         |                        | [ 9 ]         |
| 1992 | Fatal Bond                        | Joe E. Martinez     |                        | [ 9 ]         |
| 1995 | Swinger                           | MacMillan           | Curta-metragem         | [ 11 ]        |
| 1999 | Two Hands                         | Saxofonista de rua  |                        | [ 12 ]        |
| 1999 | Change of Heart                   | Harvey Tate         |                        | [ 13 ] [ 14 ] |
| 2000 | After the Rain                    | Michael Silvagni    | Roteirista             | [ 2 ]         |
| 2001 | The Old Man Who Read Love Stories | Gringo              |                        | [ 15 ]        |
| 2001 | Cubbyhouse                        | Harrison / Harlow   |                        | [ 2 ]         |
| 2003 | Ned Kelly                         | Soldado Sherrit     |                        | [ 9 ]         |
| 2005 | The Great Raid                    | Cel. H. White       |                        | [ 10 ]        |
| 2006 | The Marine                        | Van Buren           |                        | [ 9 ]         |
| 2012 | My Mind's Own Melody              |                     | Curta-metragem         | [ 16 ]        |
| 2014 | Drive Hard                        | Presidente do banco | Último papel no cinema | [ 10 ]        |

### Televisão
| Ano     | Título                                                 | Papel                  | Notas                                        | Ref.   |
| ------- | ------------------------------------------------------ | ---------------------- | -------------------------------------------- | ------ |
| 1989    | Bangkok Hilton                                         | Arkie Ragan            | Telefilme (3 partes)                         | [ 6 ]  |
| 1989    | Darlings of the Gods                                   | Peter Finch            | Telefilme (2 partes)                         | [ 17 ] |
| 1990    | Shadows of the Heart                                   | Padre Michael          | Telefilme (2 partes)                         | [ 18 ] |
| 1992    | A Country Practice                                     | Grant Williams         | Episódio: "Nothing But the Truth" (2 partes) | [ 19 ] |
| 1993    | The Feds: Obsession                                    | Cal Woods              | Telefilme                                    | [ 20 ] |
| 1993    | Time Trax                                              | Nigel                  | Episódio: "The Price of Honor"               | [ 21 ] |
| 1993    | Irresistible Force                                     | Kurt                   | Telefilme                                    | [ 22 ] |
| 1993    | The Flood: Who Will Save Our Children?                 | Ray Masterman          | Telefilme                                    | [ 2 ]  |
| 1994    | Marlin Bay                                             | Christian Beckett      | Episódio 11                                  | [ 23 ] |
| 1995    | Sahara                                                 | Halliday               | Telefilme                                    | [ 10 ] |
| 1995    | Glad Rags                                              | Graeme M Marsden       | Elenco principal                             | [ 9 ]  |
| 1996    | Frontier: Stories from White Australia's Forgotten War | Capitão Tench          | Episódio 1; minissérie documental            | [ 25 ] |
| 1996    | Heartbreak High                                        | Max Harrison           | 1 episódio                                   | [ 26 ] |
| 1998    | Kangaroo Palace                                        | Conde de Seymour       | Drama de época em duas partes                | [ 9 ]  |
| 1998    | Chameleon                                              | Maddy Madison          | Telefilme                                    | [ 10 ] |
| 1999    | Chameleon II: Death Match                              | Ericson                | Telefilme                                    | [ 10 ] |
| 1999    | Witch Hunt                                             | Detetive Jack Maitland | Telefilme                                    | [ 10 ] |
| 1999    | The Lost World                                         | Tribuno                | Recorrente                                   | [ 27 ] |
| 2000    | Virtual Nightmare                                      |                        | Telefilme                                    | [ 9 ]  |
| 2001    | The Lost World                                         | Francois Locke         | Episódio: "The Travelers"                    | [ 28 ] |
| 2001    | BeastMaster                                            | Dagan                  | Episódio: "Game of Death"                    | [ 28 ] |
| 2001    | Ballykissangel                                         | Barry                  | 1 episódio                                   | [ 29 ] |
| 2001    | Child Star: The Shirley Temple Story                   | John Ford              | Telefilme                                    | [ 10 ] |
| 2001    | The Wilde Girls                                        | Toby                   | Telefilme                                    | [ 10 ] |
| 2002    | Seconds to Spare                                       | Larkin                 | Telefilme                                    | [ 9 ]  |
| 2003    | Counterstrike                                          | Capitão Kevin Blake    | Telefilme                                    | [ 10 ] |
| 2004    | Through My Eyes                                        | Ken Brown              | Minissérie (2 partes)                        | [ 29 ] |
| 2006    | Fatal Contact: Bird Flu in America                     | Chad Sinclair          | Telefilme                                    | [ 29 ] |
| 2006    | All Saints                                             | Richard Reinheart      | Episódio: "Drawing the Line"                 | [ 31 ] |
| 2006    | Monarch Cove                                           | Sam Lee                | 1 episódio, 1ª temporada                     | [ 32 ] |
| 2007    | The Starter Wife                                       | Diretor                | 2 episódios                                  | [ 33 ] |
| 2008-09 | Packed to the Rafters                                  | Tony Westaway          | 3 episódios                                  | [ 34 ] |
| 2010    | Sea Patrol                                             | Peter                  | Episódio: "Paradise Lost"                    | [ 13 ] |
| 2011    | Crownies                                               | Rhys Kowalski          | Elenco principal                             | [ 35 ] |
| 2014    | Rake                                                   | Maître D               | 4 episódios                                  | [ 36 ] |